# Орлінз (Небраска)
Орлінз (англ. Orleans) — селище (англ. village) в США, в окрузі Гарлан штату Небраска. Населення — 341 особа (2020).

## Географія
Орлінз розташований за координатами 40°7′54″ пн. ш. 99°27′18″ зх. д. / 40.13167° пн. ш. 99.45500° зх. д. (40.131721, -99.455100).  За даними Бюро перепису населення США в 2010 році селище мало площу 1,55 км², уся площа — суходіл.

## Демографія
Згідно з переписом 2010 року, у селищі мешкало 386 осіб у 190 домогосподарствах у складі 108 родин. Густота населення становила 248 осіб/км².  Було 258 помешкань (166/км²).
Расовий склад населення:
| - 98,7 % — білих - 0,5 % — азіатів |

До двох чи більше рас належало 0,0 %. Частка іспаномовних становила 1,6 % від усіх жителів.
За віковим діапазоном населення розподілялося таким чином: 15,8 % — особи молодші 18 років, 56,0 % — особи у віці 18—64 років, 28,2 % — особи у віці 65 років та старші. Медіана віку мешканця становила 50,0 року. На 100 осіб жіночої статі у селищі припадало 104,2 чоловіків;  на 100 жінок у віці від 18 років та старших — 108,3 чоловіків також старших 18 років.
Середній дохід на одне домашнє господарство  становив 47 537 доларів США (медіана — 41 591), а середній дохід на одну сім'ю — 56 563 долари (медіана — 50 278). Медіана доходів становила 27 381 долар для чоловіків та 27 188 доларів для жінок. За межею бідності перебувало 16,0 % осіб, у тому числі 45,5 % дітей у віці до 18 років та 9,5 % осіб у віці 65 років та старших.
Цивільне працевлаштоване населення становило 211 осіб. Основні галузі зайнятості: освіта, охорона здоров'я та соціальна допомога — 25,1 %, сільське господарство, лісництво, риболовля — 16,6 %, виробництво — 12,8 %, будівництво — 12,8 %.